# Hrafn Gunnlaugsson
Hrafn Gunnlaugsson (født 17. juni 1948 i Reykjavík, Island) er en islandsk filminstruktør, blandt andet kendt for at have instrueret vikingefilmene Når ravnen flyver og Ravnens skygge. Han er bror til skuespillerinden Tinna Gunnlaugsdóttir.

## Filmografi
- 1981 – Óðal feðranna
- 1982 – Okkar á milli
- 1984 – Når ravnen flyver
- 1988 – Ravnens skygge
- 1991 – Den hvide viking
- 2000 – Mørkets høvding
- 2000 Reykjavík í öðru ljósi
- 2004 Opinberun Hannesar